# Distance (géographie)
Pour les articles homonymes, voir Distance.
La distance en géographie peut être entendue comme la longueur de l'intervalle ou du trajet séparant deux ou plusieurs lieux. La distance est la marque d'une séparation, son franchissement nécessite obligatoirement une dépense énergétique.
Les formules contenues dans cet article permettent de calculer les distances entre des points qui sont définis par leurs coordonnées géographiques à l'aide de la notion de latitude et de longitude.

## Abstraction
Calculer la distance entre deux coordonnées géographiques nécessite un certain degré d'abstraction. On ne peut donner une distance exacte qui est infinie si l'on tient compte de toutes les irrégularités de la surface de la Terre. Les types d'abstractions les plus courants sont :
- Le plan
- La sphère
- La surface ellipsoïdale

Toutes les trois ignorent les différences d'altitudes.

## Nomenclature
La distance, {\displaystyle D,\,\!} est calculée entre deux points, {\displaystyle P_{1}\,\!} et {\displaystyle P_{2}\,\!}. Les coordonnées géographiques des deux points, la paire (latitude, longitude) est respectivement {\displaystyle (\phi _{1},\lambda _{1})\,\!} et {\displaystyle (\phi _{2},\lambda _{2}),\,\!}. Le choix du point {\displaystyle P_{1}\,\!} n'est pas important dans le calcul de la distance.[Quoi ?]